# Nederlandse dovengeschiedenis
Dit artikel geeft een beknopt overzicht van de geschiedenis van de Nederlandse dovengemeenschap.

## Opkomst van dovenscholen in 18e eeuw en 19e eeuw

### Eerste dovenschool in Nederland
Henri Daniel Guyot was predikant van de Waalse gemeente in Groningen. Hij vond onderwijs voor doven belangrijk en richtte daarom op 14 april 1790 samen met Hora Siccama, Van Olst en Van Calcar in Groningen het eerste Instituut voor Doven in Nederland op. De school had 14 leerlingen.

### Dovenscholen in Nederland
De Guyotschool verloor haar monopolie toen het Instituut voor Doven te Sint-Michielsgestel, het Rudolf Mees Instituut te Rotterdam (1853) en Effatha te Leiden (1888) werden opgericht. In 1911 werd Ammanschool te Amsterdam als laatste opgericht.

### Verbod op gebarentaal
Totdat de standaardisering van Nederlandse Gebarentaal haar intrede deed, bestonden er alleen regionale varianten in Nederland. Of het gebruik van gebaren werd, zoals in Groningen, ontmoedigd teneinde doven een betere zelfredzaamheid te laten verkrijgen. In de periode 1900 tot 1980 is het gebruik van gebaren in het onderwijs aan doven verboden geweest (als gevolg van de conventie van Milaan in 1880). 
Toch bleven dove mensen onderling gebaren gebruiken en daardoor ontstonden er vijf gebaren"dialecten" in en rondom de doveninstituten in de regio's Groningen, Rotterdam, Amsterdam, Voorburg en St. Michielsgestel.

## Veranderingen in 20e eeuw
Rond 1975 begonnen sommige dovenscholen onderwijs te geven in NmG (Nederlands ondersteund met gebaren). In 1995 heeft het toenmalige instituut voor doven H.D. Guyot (Groningen) als eerste tweetalig onderwijs (NGT/Nederlands) voor doven ingevoerd. Dat voorbeeld werd al snel gevolgd in de rest van het land.

### Oprichting van belangorganisatie
Dovenorganisaties en -verenigingen bestonden al sinds het einde van de 19e eeuw. Deze waren echter voornamelijk gericht op sport en recreatie. Pas in 1955 werd de Dovenraad opgericht voor de belangenbehartiging. Aangezien in de beginperiode slechts de KNDSB, de NBDV en de Stichting Dovenzorg erbij betrokken waren bleef de Dovenraad vrij zwak tot 1975.
In de jaren 1980 ging het beter: meer organisaties sloten zich aan, en de Dovenraad kreeg subsidie. Tijd en geld werd besteed aan de ondertiteling van televisie-programma's, het ontwikkelen van voorlichtingsmateriaal en het professionaliseren van het beroep tolk gebarentaal. Er werd een telecommunicatiecommissie in het leven geroepen, wat resulteerde in de teksttelefoon.

### Welzijnsstichtingen
In de jaren 70 van de 20e eeuw werden in heel Nederland diverse regionale welzijnsstichtingen voor doven opgericht om sociale contacten tussen doven te versterken. De oudste nog bestaande welzijnsstichting is het Groningse Clubhuis voor Doven.
Via deze stichtingen konden doven zelf activiteiten organiseren, zoals bingo, computerdagen, cursussen enzovoorts. Diverse sport- en vrijetijds-verenigingen voor doven sloten zich vaak aan bij de welzijnsstichting in de eigen regio. Daarnaast organiseren de welzijnsstichtingen ook cursussen Nederlandse gebarentaal en Nederlands met gebaren voor mensen die zijn geïnteresseerd in de gebarentaal en de communicatie met doven. Alle stichtingen zijn aangesloten bij de landelijke belangenorganisatie Dovenschap. Elk jaar wordt Werelddovendag in samenwerking met Dovenschap georganiseerd door een van de welzijnsstichtingen.

### Gebarentaal weer toegestaan
Rond 1975 begonnen sommige dovenscholen onderwijs te geven in NmG (Nederlands ondersteund met gebaren). In de 1995 heeft het toenmalige instituut voor doven H.D. Guyot (Groningen) als eerste tweetalig onderwijs (NGT/Nederlands) voor doven ingevoerd. Dat voorbeeld werd al snel gevolgd in de rest van het land. De opleidingen voor gebarentolken werden in 1999 in Hogeschool opgezet. Het aantal gebarentaaltolken nam fors toe. De doven kregen tolkvoorziening van UWV, zorgkantoren en Onderwijs. De voorzieningen werden langzaam uitgebreid. Handtheater werd opgericht.

## Veranderingen in 21e eeuw
Viataal, Guyot en Effatha vormen samen een groot doveninstituut met scholen voor slechthorenden. Door betere vaccinactie tegen bof, mazelen en rodehond worden minder dove baby's geboren. Steeds meer doven gingen naar de dovenschool. De dovenscholen worden kleiner. Steeds meer welzijnsstichtingen gingen dicht wegens vrijwilligersgebrek of financiële problemen. Steeds meer doven gebruiken mobiele telefoon, internet en sociale netwerken zoals Hyves en Facebook.

### Opkomst van cochleaire implantaat
Tegenwoordig krijgen jongere dove kinderen een cochleair implantaat. De cochleaire implantaat was een omstreden product die een impact in de dovencultuur kan veroorzaken. Begin 21ste eeuw hebben CI-teams de toelatingseisen sterk versoepeld, zodat prelinguaal en postlinguaal doven zelf vrijwillig een ci kunnen nemen. Daardoor ontstond er diversiteit binnen de dovengemeenschap.

### Opkomst van gebarencafés
De gebarencafés werden opgericht om doven en gebarentaalgebruikers met elkaar in contact te brengen. Steeds meer doven kiezen het gebarencafé boven een welzijnsstichting.

### Opkomst van dovendisco's
Steeds meer doven gaan naar speciale disco's die zijn aangepast voor slechthorenden en doven door middel van zintuigprikkelende ervaringen. Voorbeelden van deze ervaringen zijn trillende dansvloeren, food-jockeys, aroma-jockeys en vj's die ervoor zorgen dat de beleving tijdens de evenementen vergroot wordt. Een voorbeeld van zo'n evenement is Sencity, dat over de hele wereld wordt georganiseerd.

### Gebarentolken op televisie
Belangengroepen van doven en slechthorenden ijverden in de jaren 2010 steeds nadrukkelijker voor het inzetten van gebarentolken op televisie, met name voor waarschuwingen van levensbedreigende aard. 
 In maart 2020 waren er ongeveer 1,5 miljoen doven en slechthorenden in Nederland en vanuit die gemeenschap werd al langere tijd geijverd voor een gebarentolk bij persconferenties, met name tijdens Utrechtse tramaanslag van 18 maart 2019, zodat zij beter kunnen begrijpen welke gevaren er zijn in crisistijden. Op 10 maart 2020, aan het begin van de coronacrisis in Nederland, kwam de dove man Machiel Ouwerkerk spontaan in actie door tijdens een uitzending van het NOS Journaal in 's-Hertogenbosch achter verslaggever Joris van Poppel een protestbord omhoog te houden waarop stond: „Waar is de gebarentolk voor doven tijdens crisissituaties?” Van Poppel bemerkte Ouwerkerk en zei: 'Er staat hier iemand met een oproep voor een gebarentolk.' De actie oogstte veel sympathie en de volgende dag verscheen een interview met Ouwerkerk in het Algemeen Dagblad waarin hij zijn oproep toelichtte, terwijl de NPO in een reactie liet weten aan een oplossing te werken. De dag daarna, 12 maart, werd Irma Sluis uiteindelijk door de NOS ingezet om live uitgezonden persconferenties van de regering te tolken, tot grote tevredenheid van Ouwerkerk en andere doven.